# Atikamekw

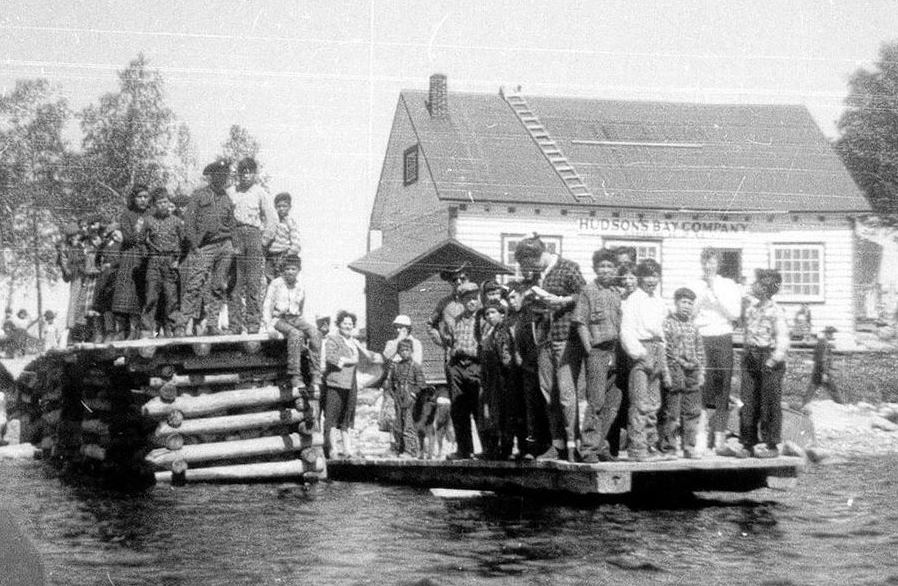
Atikamekw am Obedjiwan-See, ca. 1921

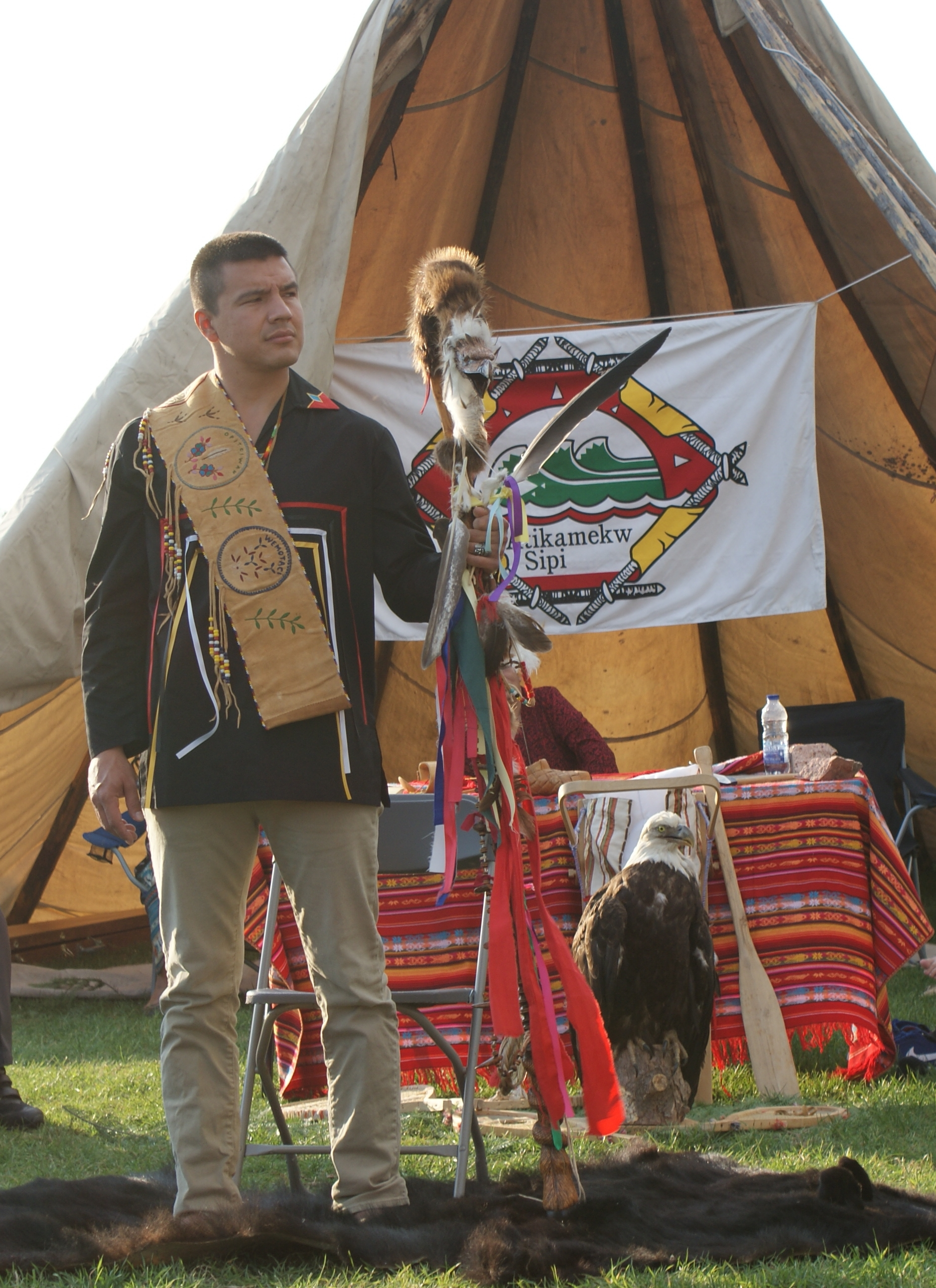
Constant Awashish, Großer Häuptling der Atikamekw-Nation, 2014-

Die Atikamekw (auch: Atihkamekw, Attikamekw, Attikamek oder Atikamek) oder Atikamekokw (korrekter: Atikamekw iriniwok – „(Volk der) Heringsmaräne“) sind eine indianische Stammesgruppe in den beiden heutigen Verwaltungsregionen Mauricie und Lanaudière im Südwesten der kanadischen Provinz Québec (Opictikweak) mit der Stadt La Tuque (Capetciwotakanik) als Zentrum.
Heute gibt es drei anerkannte Atikamekw First Nations mit etwa 7.800 Stammesmitgliedern (Stand: Januar 2017), zu denen drei Reservate gehören: Manawan (86 km nördlich von Saint-Michel-des-Saints), Wemotaci (105 km nordwestlich von La Tuque, wo sich der Nationalrat befindet) und Opitciwan (193 km westlich von Roberval). Ihre Traditionen liegen weiterhin im Fischen, Jagen und Sammeln.
Ihr traditionelles Stammesgebiet entlang des Rivière Saint-Maurice (Tapiskwan Sipi) („Fluss der sich wie eine Fadennadel windet“ oder „Ahle-Fluss“) und dessen Nebenflüssen Rivière Manouane, Rivière Vermillon (Acopekahi Sipi), Rivière Matawin (Matawan Sipi) („schnell herabstürzender Fluss“), Rivière Trenche und des Rivière Croche, erstreckt sich über 80.000 km² und schließt neben Mauricie und Lanaudière zudem Teile der benachbarten Verwaltungsregionen Laurentides und Centre-du-Québec mit ein; unter sich bezeichnen die Atikamekw ihr Territorium als Kitaskino, gegenüber Fremden jedoch als Nitaskinan, beides mit der Bedeutung „Unser Land“.
Die französischen Kolonisten und später die Briten übernahmen die Eigenbezeichnung der Atikamekw in ihrer jeweiligen Sprache als Têtes-de-Boules („Kugelköpfe“ oder „Rundköpfe“, womit die Franzosen ebenfalls die Fischsorte bezeichneten) bzw. als whitefish people.
Die Atikamekw bezeichnen sich selbst als Nehiraw bzw. Nehirowisiw („geschickter Mensch in Harmonie mit der Umwelt“, „eine Person, die fähig ist autonom und selbstbestimmt zu leben“, verkürzt meist als „Mensch bzw. Person“ wiedergegeben) und als Gruppe Nehirowisiwok bzw. Nehiraw-iriniw („geschicktes, autonomes Volk“).

## Sprache
Ihre Sprache, das Atikamekw bzw. das Nehiromowin, gehört zur algonkischen Sprachfamilie und zählt hierbei zum Dialektkontinuum der Cree-Sprachen (Cree–Montagnais–Naskapi); es unterteilt sich in zwei Dialekte: Manawan-Wemotaci und Opitciwan. Atikamekw bzw. Nehiromowin/Nehirâmowin nutzt zudem nur das lateinische Alphabet im Gegensatz zu anderen Cree-Sprachen, die die Silbenschrift der Cree nutzen, um ihre Sprache niederzuschreiben. Eine Besonderheit des Atikamekw ist der r-Laut, der innerhalb der Algonkin-Sprachen nur im Atikamekw vorkommt. Zudem weist ihre Sprache auffällig viele Lehnwörter aus Anishinaabemowin / Ojibwemowin, der Sprache der Anishinabeg auf.
Die Muttersprache von 97 % der Atikamekw ist bis heute ihre indigene Sprache.
Seit kurzem gibt es auch eine Atikamekw-Wikipedia.

## Geschichte
Als die Franzosen in die Region kamen, wurden die Atikamekw zunehmend abhängig von den französischen Waren und Handelsgütern im Pelzhandel. Sie wurden allgemein als friedliches Volk betrachtet, teilten die Region mit den Innu (Montagnais und Naskapi) im Osten, den James Bay Cree im Norden und den Algonkin im Südosten und Westen. Jedoch hatten sie Konflikte mit den Mohawk, die sich noch durch die Rivalität um die Ressourcen und Pelze verschärften, sowie mit den Inuit im Norden, die sie zusammen mit den Innu bekämpften.
Die Atikamekw wurden zusammen mit ihren traditionellen Verbündeten, den Innu und Maliseet, von den Franzosen in Handelskriege gegen die Irokesen-Liga und Mi’kmaq hineingezogen. Immer wieder waren während der Biberkriege (1640–1701) die Irokesen in ihre Gebiete eingefallen und hatten Frauen und Krieger in die Sklaverei entführt, als auch ihre Jagdgründe auf der Suche nach mehr Pelzen ausgeplündert. Zudem brach unter den Atikamekw eine verheerende Pockenepidemie (1670–1680) aus, die durch ihre Verbündeten, die Innu, eingeschleppt worden war. Da diese Auseinandersetzungen seitens der Irokesen mit bisher nicht gekannter Brutalität geführt wurden, töteten die Irokesen viele der geschwächten Überlebenden, so dass nur noch wenige Atikamekw die Epidemien und Kriege überlebten.
Mitte des 17. Jahrhunderts schätzte man die Atikamekw auf ca. 500 bis 550 Menschen, bis 1850 gab es jedoch nur noch etwa 150 Stammesmitglieder, die verstreut auf einer Fläche von über 7.000 km² (von einst 80.000 km²) umherwanderten. Die Überlebenden waren in zwei großen regionalen Bands organisiert, den Kikendatch Band und Weymontachie (Wemotaci) Band. Später (zwischen 1865 und 1875) trat eine dritte Band hinzu – die Manouane (Manawan) Band – die ursprünglich eine Splittergruppe der Weymontachie war. Die heutigen drei First Nations sind direkte Nachfahren dieser damals entstanden Bands. Die einzelnen Bands der Atikamekw bildeten im 19. Jahrhundert eine lose und flexible Allianz mit benachbarten indigenen Bands unter Führung eines Großen Häuptlingsrats (Kice Okimaw). Dieser Allianz gehörten auch die Ilnuatsh du Pekuakami („Innu am flachen See, d. h. des Lac Saint-Jean“) im Osten, die Waswanipi und Mistissini Cree der (Östlichen) James Bay Cree im Norden und Nordosten und die Algonkin im Westen an; die Bands trafen sich mehrmals um territoriale Streitigkeiten beizulegen und sich gegenseitig beizustehen. Seit den 1880er bildete diese Allianz eine gemeinsame Front im Kampf gegen das immer weitere Vordringen der Europäer (Kawapasit – „Weiße Menschen“) auf indigenes Land; im Jahr 1881 nutzten die Häuptlinge der damals vier Atikamekw Bands das Kice Okimaw, um die Bundesregierung zu bitten, für ihren alleinigen Nutzen Reservate zu schaffen (und somit einen Teil des Landes vor dem Zugriff der Weißen zu schützen). Für die vier Bands (Kikendatch Band, Weymontachie (Wemotaci) Band, Manouane (Manawan) Band und Kokokac Band) wurden jeweils eigenständige Reservate eingerichtet.
Bei der Kolonisierung durch die Franzosen wurde den Atikamekw die französische Sprache aufgezwungen, während ihre algonkianischen Verwandten, die Innu, die englische Sprache erlernen mussten. Dadurch wurde die Verständigung unter den benachbarten Gruppen im Laufe der Zeit erheblich erschwert.

## Kultur
Die Atikamekw sind traditionell Jäger, Fallensteller (Onihikewin), Fischer (Wepahapewin) und Sammler und gehen diesen Aktivitäten auch heute nach. Außerdem gelten sie als Rindenvolk, da sie nicht nur Körbe und andere Gefäße aus der Rinde der Papier-Birke herstellen, sondern bis heute auch Kanus aus dieser Birkenrinde herstellen. Auch das Wissen über die traditionelle Herstellung anderer Güter, wie Mokassins, Schneeschuhe und Ahornzucker, konnten sich die Atikamekw bewahren.
Die Atikamekw unterteilten Nitaskinan, ihr traditionelles Stammesland, in mehrere jeweils einer Großfamilie gehörende Territorien, die Natoho Aski genannt wurden. Die Grenzen der einzelnen Familienterritorien waren hierbei flexibel und richteten sich nach den Bedürfnissen der einzelnen Mitglieder der Großfamilien, die Natoho Aski wurden nicht als Privateigentum der Familie betrachtet, sondern Letztere betrachtete sich als die Schützerin und Bewahrerin des Landes, seiner Ressourcen und Tiere. Die einzelnen Natoho Aski wurden mittels sog. Circuits (Rundgängen/Pfaden) – von den Atikamekw meskano genannt – saisonal von den Großfamilien durchwandert, meist auf der Suche nach Beute (Wild und Fisch) und pflanzlicher Nahrung oder um sich mit benachbarten Großfamilien zu bedeutenden religiösen oder sozialen Festen (Nehirowisi mantokasonahiwon) zu versammeln. Ein Fischfang-meskano nahe dem heutigen Wemotaci wurde z. B. von mehreren Großfamilien genutzt – und so entwickelte sich Wemotaci auch zu einem bedeutenden Versammlungsort regionaler Atikamekw heraus. Die seitens der Provinzregierung 1951 zugeteilten Jagdparzellen geben jedoch nicht exakt die Nutzung des Landes durch die Atikamekw wieder.
Die Kultur, Traditionen und das Leben der Atikamekw werden von den sechs Jahreszeiten bestimmt: Vorfrühling (Sikon genannt, Vorbereitungszeit für die Migration zum Sommer-Treffpunkt mehrerer Familienclans, während dieser Zeit wird nicht gefischt), Frühling (Miroskamin genannt, einige Zeremonien und Feste meist auf Familienterritorium werden durchgeführt), Sommer (Nipin genannt, traditionell Hochzeit für religiöse Versammlungen und Festen (Nehirowisi mantokasonahiwon) bzw. größere Zusammenkünfte mehrerer Familienclans seit dem harten Winter, keine Jagdsaison da zur Sommerzeit die Tierfelle nicht brauchbar sind), Herbst (Takwakin genannt, letzte Zeremonien und Feste in größeren Verbünden und Vorbereitungszeit für die Rückkehr in das Familienterritorium), Vorwinter (pitci-Pipon genannt, die Mehrheit der Familienclans befindet sich in ihrem Territorium – größere Reisen unterbleiben auf Grund des wechselhaften Wetters, typische Tätigkeiten sind: Errichtung/Reparatur von Portagen, Überwachung des Territoriums und Sammeln/Bevorratung von Beeren/Wurzeln und anderen Ressourcen) und Winter (Pipon genannt, die Mehrheit der Familienclans bleibt in ihrem Territorium, gleiche Tätigkeiten wie im „Vorwinter (pitci-Pipon)“). Nach diesen Jahreszeiten richten sich die Aktivitäten und die Wanderungen auf dem Territorium.
Wie auch andere indianische Völker respektieren die Atikamekw die Umwelt und die natürliche und lebendige Energie, die von ihr ausgeht: Das Feuer (den Donner), den Wind, die Luft und das Wasser. Diese Energien werden zum Beispiel bei der Jagd genutzt.

## Heutige First Nations der Atikamekw
Atikamekw Sipi – Conseil de la Nation Atikamekw
- Les Atikamekw de Manawan (Eigenbezeichnung: Manawani Iriniw oder Manawan Atikamekw Iriniw[18], einstige Manouane (Manawan) Band; Verwaltungssitz und Siedlung ist Manawan („Ort, an dem Möweneier gesammelt werden“) im Reservat Communauté Atikamekw de Manawan (bis 1991 Manouane genannt) am südwestlichen Ufer des Sees Métabeskéga, ca. 115 km nordöstlich von Mont-Laurier, 86 km nördlich von Saint-Michel-des-Saints und 120 km westlich von La Tuque, der Name leitet sich vom Rivière Manouane ab, der hier seine Quelle hat, ca. 8 km², historischer Name ihrer Hauptsiedlung war Metapeckeka, Population (Stand 01/2017): 2.908, hiervon 2.463 im Reservat)[19][20]
- Atikamekw d'Opitciwan (Eigenbezeichnung: Opitcino Iriniw, einstige Kikendatch Band; Verwaltungssitz und Siedlung ist Obedjiwan („Meerengen-Strömung“) im gleichnamigen Reservat Obedjiwan 28, ca. 9 km², liegt 193 km westlich von Roberval, 1918 mussten die Atikamekw die Siedlung Kikentatc aufgrund von Überschwemmungen verlassen und nach Opitciwan umsiedeln, einer Gemeinde, die 1944 offiziell entstand und durch ein Netz von Forststraßen verbunden ist, Population (Stand: 01/2017): 2.958, hiervon 2.381 im Reservat)[21][22]
- Conseil des Atikamekw de Wemotaci (Eigenbezeichnung: Wemotaci Iriniw, einstige Weymontachie (Wemotaci) Band sowie der Kokokac (Kôukôukache) Band; Verwaltungssitz und Hauptsiedlung ist Wemotaci („der Berg, von dem wir Ausschau halten“) und befindet sich im Reservat Communauté de Wemotaci (bis 1997 Weymontachie 23), ca. 105 km nordwestlich von La Tuque, am Nordufer des Rivière Saint-Maurice an der Mündung des Rivière Manouane gelegen, es ist eine Enklave innerhalb der Stadt La Tuque. Das einstige zweite Reservat, Coucoucache 24A, abgeleitet von kôkôkachi („Eule“), ebenfalls am Nordufer des Rivière Saint-Maurice sowie des Blanc-Stausees gelegen, ca. 53 km nordwestlich von La Tuque, ist unbewohnt – und wurde daher im Januar 2010 aufgelöst und dem Stadtgebiet eingegliedert, ca. 32 km², Population (Stand: 01/2017): 1.924, hiervon 1.446 im Reservat)[23][24]